# Apoteka Beograd
Apoteka Beograd (en serbe cyrillique : Апотека Београд) est un réseau public de pharmacies situé à Belgrade, la capitale de la Serbie. Il a été créé par le ministère de la Santé qui, en 2007, en a transmis l'administration aux autorités de la Ville de Belgrade.

## Historique
L'origine de la médecine et de la pharmacie en Serbie remonte au Moyen Âge, avec la création d'hôpitaux aux monastères de Hilandar, Studenica et Dečani. La première mention écrite de l'existence d'une pharmacie à Belgrade remonte au XVIIe siècle. La première pharmacie moderne de la capitale serbe a été ouverte par un certain Matej Ivanović, diplômé en pharmacie ; elle ouvrit ses portes en 1830 et était située à côté de la Taverne « ? », dans l'actuelle rue Kralja Petra.
Créé par l'État communiste, le réseau Apoteka Beograd a d'abord été installé dans les bureaux de Jugolek puis il a été transféré dans le Centre médical de Vračar, où il se trouve encore aujourd'hui.

## Laboratoires
Le réseau Apoteka Beograd dispose de deux laboratoires galéniques, le laboratoire Lipov lad, situé à Belgrade au 298a Bulevar Kralja Aleksandra, et le laboratoire Gornji grad, à Lazarevac.

## Réseau
Le réseau compte les pharmacies suivantes :

### Municipalité de Zemun
| Nom               | Adresse                            |
| ----------------- | ---------------------------------- |
| Zemun Polje       | 7 rue Dušana Mađarčića             |
| Fruška Gora       | 4 rue Glavna                       |
| Zemun             | 34 rue Glavna                      |
| Nova Galenika     | 35 rue Koste Dragićevića           |
| Batjnica          | 4 rue Majora Zorana Radosavljevića |
| Prof. Siniša Ðaja | 46 rue Rade Končara                |
| Sutjeska          | 8 rue Prvomajska                   |